# Springview
Springview és una població dels Estats Units a l'estat de Nebraska. Segons el cens del 2000 tenia 244 habitants.

## Demografia
Segons el cens del 2000, Springview tenia 244 habitants, 122 habitatges, i 67 famílies. La densitat de població era de 392,5 habitants per km².
Dels 122 habitatges en un 18% hi vivien nens de menys de 18 anys, en un 49,2% hi vivien parelles casades, en un 6,6% dones solteres, i en un 44,3% no eren unitats familiars. En el 42,6% dels habitatges hi vivien persones soles el 27,9% de les quals corresponia a persones de 65 anys o més que vivien soles. El nombre mitjà de persones vivint en cada habitatge era de 2 i el nombre mitjà de persones que vivien en cada família era de 2,75.
Per edats la població es repartia de la següent manera: un 20,9% tenia menys de 18 anys, un 4,1% entre 18 i 24, un 18,4% entre 25 i 44, un 22,5% de 45 a 60 i un 34% 65 anys o més.
L'edat mediana era de 52 anys. Per cada 100 dones de 18 o més anys hi havia 80,4 homes.
La renda mediana per habitatge era de 19.479 $ i la renda mediana per família de 26.389 $. Els homes tenien una renda mediana de 16.406 $ mentre que les dones 19.063 $. La renda per capita de la població era d'11.851 $. Aproximadament el 26,3% de les famílies i el 32,8% de la població estaven per davall del llindar de pobresa.

## Poblacions més properes
El següent diagrama mostra les poblacions més properes.